# Карл, Рене
Рене Карл (фр. Renée Carl; 1875—1954) — французская актриса, режиссёр, продюсер.

## Биография
К 1907 году Рене Карл уже была известна как театральная актриса.
В 1907 году Рене начала работать на студии «Гомон», под руководством Луи Фейада.
Позже снималась в фильмах Ромео Бозетти.
Снималась в сериалах («Фантомас», «Вампиры»), принимала участие в первых пробах звукового кино. Снялась в образе матери в фильме «Малыш» и «Бу-де-Зан».
Занималась продюсерской деятельностью.
Играла в фильме Анри Фекура «Отверженные» (1925 год) и фильме Жюльена Дювивье «Пепе ле Моко» (1937 год). С 1907 по 1937 год Карл снялась в 186 фильмах. 
В 1923 году Рене Карл поставила собственный фильм «Крик в пропасти».

## Фильмография
- 1913 — Фантомас / Fantômas — Леди Белтам
- 1913 — Жюв против Фантомаса / Juve contre Fantômas — Леди Белтам
- 1915 — Вампиры / Les Vampires
- 1923 — Холостячка / La Garçonne (Бельгия), реж. Арман Дю Плесси[фр.] —  Мадам Амбра
- 1923 — Крик в пропасти
- 1925 — Отверженные / Les Misérables
- 1937 — Пепе ле Моко